# فريق يلوجاكس
فريق يلوجاك للاستعراض الجوي. (بالإنجليزية: Yellowjacks)‏.هو استعراض جوي تابع لسلاح الجو الملكي البريطاني.

## التأسيس والتشكيل
تم تشكيل فريق غير رسمي في صيف عام 1963 من قبل مجموعة من المدربين الطيران، والتي اللفتنانت لي جونز قاد، في رقم 4 مدرسة الطيران التدريب في وادي RAF. كان المقعدان Gnat T.1 في الخدمة في الوادي فقط منذ شهر فبراير من ذلك العام، عندما تم اختيار أول عشرين طياراً من الطلاب بعد أن حصلوا على «جناحيه» ، من المخرج رقم 82 الذي تم تخرجه مؤخراً من كلية Cranwell التابعة للقوات المسلحة الملكية، قد بدأ تدريبهم المتقدم على الغنط. أحب المدربون والطيارين الطيارين هذه الطائرة، بسبب صغر حجمها ومناولتها الحساسة وإدراكها الكبير.